# امبینانی
امبینانی (به لاتین: Ambinany) یک سکونتگاه مسکونی در ماداگاسکار است که در آتسیمو-آندرفانا واقع شده‌است.

## خصوصیات
امبینانی ۵٬۰۰۰ نفر جمعیت دارد و ۶۲۹ متر بالاتر از سطح دریا واقع شده‌است.